# Michael Tuchner
Michael John Tuchner (Berlino, 24 giugno 1932 – 17 febbraio 2017) è stato un regista tedesco naturalizzato britannico.

## Biografia
Nato in una famiglia di ebrei tedeschi a Berlino, Michael Tuchner emigrò con la famiglia a Manchester a causa dell'ascesa dei nazisti. Dopo aver conseguito la laurea in lettere classiche all'University College London, iniziò a lavorare a documentari e spot pubblicitari, facendo poi il suo debutto come regista televisivo con The Wednesday Play nel 1969. Negli anni seguenti diresse anche Sling your hook (1969), The hunting of Lionel Crane (1970) e Fear Is the Key (1972), basato su un romanzo di Alistair MacLean.
Nel 1978 si trasferì a Los Angeles, pur continuando a lavorare quasi esclusivamente nel panorama cinematografico britannico: durante gli anni 70 e 80, infatti, diresse diversi film e corti britannici. Dopo una breve pausa tornò a lavorare come regista nel 1990 con Wilt; dal 1990 al 2004 fu regista di oltre una decina di lungometraggi, ma nessuno ebbe un enorme successo se non nel Regno Unito; il suo ultimo lungometraggio fu Back to the Secret Garden (2001), mentre nel 2004 diresse il suo ultimo film televisivo, A Place Called Home. Nel corso della sua carriera fu candidato a quattro British Academy Television Awards, vincendone uno nel 1975 per Bar Mitzvah Boy.
Tornato in patria, morì nel 2017 all'età di 82 anni.

## Filmografia parziale

### Regista
- The Wednesday Play (1969)
- Sling your hook (1969)
- The hunting of Lionel Crane (1970)
- Il mascalzone (Villain) (1971)
- Follyfoot (1971)
- Fear is the key (1972)
- Easy go (1974)
- Mister Quilp (1975)
- Keep an eye on albert (1975)
- Trench Coat (1983)
- Adam (1983)
- Amos (1985)
- Generation (1985)
- Desperate for love (1989)
- Captive (1991)
- Back to the Secret Garden (2001)

## Riconoscimenti
- British Academy Film Awards
  - 1969 – Miglior Documentario
  - Candidato nel 1977,1978,1979